# Ilha de Paratinga
A ilha de Paratinga é uma ilha fluvial que se localiza no delta do rio São Francisco, próximo do centro da cidade de Paratinga, no estado brasileiro da Bahia. É a maior ilha fluvial do São Francisco.

## Etimologia
Paratinga vem do tupi pará ("rio") e tinga ("branco").

## História
Região conhecida desde a colonização da cidade de Paratinga, no século XVIII, era habitada por pescadores, agricultores e trabalhadores ribeirinhos. É um dos principais pontos turísticos do município.